# 四川等處承宣布政使司布政使
四川等處承宣布政使司布政使又稱四川布政使。是清代四川的長官。是清代四川的行政長官。順治三年（1646年），由中書舍人吳宏融出任。為督、撫屬官，掌管財賦和人事。為從二品官。

## 歷任四川布政使
- 郎廷相，漢軍人，監生，前任河南右布政使，康熙2年8月任，康熙六年前為四川左布政使，康熙8年3月離任，陞河南巡撫。
- 金儁，漢軍人，監生，前任河南右布政使，康熙8年4月任。
- 席式，前任福建按察使，康熙12年7月任。
- 劉顯第，貢生，前任關西道，康熙19年1月任。
- 李輝祖，漢軍人，前任湖北布政使丁母憂，康熙25年4月任，康熙31月離任，陞太常寺卿。
- 高起龍，漢軍人，廕生，前任安徽按察使，康熙31年5月任，康熙42年9月離任，陞貴州巡撫。
- 于準，山西人，廕生，前任浙江按察使丁父憂，康熙42年9月任，康熙43年5月離任，陞貴州巡撫。
- 鄭煜，前任廣西按察使，康熙43年7月任，康熙43年12月離任，調安徽布政使。
- 何顯祖，廕生，前任湖北按察使，康熙43年12月任。
- 卞永式，漢軍人，監生，前任廣西按察使，康熙46年4月任，康熙49年3月解任
- 吳存禮，漢軍人，前任江西按察使，康熙49年3月任，康熙49年10月離任，陞雲南巡撫
- 宋至，河南人，歲貢，前任福建按察使，康熙49年10月任。
- 劉棨，山東人，進士，前任江西按察使，康熙52年7月任，康熙57月卒
- 孔毓珣，山東人，恩貢，前任廣西按察使，康熙57年6月任，康熙61年2月離任，陞廣西巡撫
- 戴鐸，前任廣西按察使，康熙61年3月任，雍正元年3月解任
- 羅殷泰，監生，前任吏部郎中，雍正元年3月任，雍正4年1月離任，召京
- 佛喜，監生，前任兵部郎中，雍正4年1月任，雍正5年4月離任降調
- 管承澤，漢軍人，監生，前任署通州副將，雍正5年4月任，雍正6年7月離任，調正黃旗漢軍副都統
- 趙宏恩，漢軍人，歲貢，前任湖南按察使，雍正6年10月任，雍正7年4月離任，署湖北巡撫
- 呂耀曾，河南人，進士，前任四川按察使，雍正7年4月署。
- 高維新，直隸人，進士，前任署四川按察使，雍正7年4月署，雍正9年11月離任，回署四川按察使。
- 劉應鼎，貴州人，舉人，前任四川按察使，雍正9年11月任，雍正12年11月離任，革職。
- 竇啟英，漢軍人，進士，前任湖北按察使，雍正12年11月任，乾隆3年10月離任，召京。
- 方顯，湖南人，貢生，丁母憂，乾隆3年10月任，乾隆4年6月離任，調署四川巡撫。
- 高山，山東人，進士，前任大理寺少卿，乾隆4年6月任，乾隆5年3月離任，調山西布政使。
- 閻堯熙，河南人，進士，前任湖北按察使，乾隆5年3月任，乾隆7年9月離任，卒。
- 王玠，漢軍人，廕生，前任湖南按察使，乾隆7年10月任，乾隆8年9月離任，革。
- 李如蘭，山西人，諸生，前任江西按察使，乾隆8月任，乾隆12年9月離任，卒於官。
- 倉德，滿人，官學生，前任四川按察使，乾隆12年9月任，乾隆13年閏7月離任，陞太常寺卿。
- 高越，漢軍人，監生，前任冀東道，乾隆13年閏7月任。
- 辰垣，前任江蘇布政使，乾隆14年12月任。
- 明德，滿人，監生，前任湖北按察使，乾隆19年10月任，乾隆20年4月離任，調甘肅布政使。
- 周琬，河南人，廕生，前任四川按察使，乾隆20年4月任，乾隆22年6月離任，陞貴州巡撫。
- 徐垣，前任安徽按察使，乾隆22年6月任，乾隆24年1月離任，調貴州布政使。
- 吳士端，江蘇人，貢生，前任四川按察使，乾隆24年1月任。
- 趙英孫，浙江人，進士，前任貴州按察使，乾隆28年5月任。
- 三寶，滿人，繙譯進士，前任道員職銜在京，乾隆29年6月任，乾隆29年7月離任，調湖北布政使。
- 五諾璽，滿人，進士，前任湖北布政使，乾隆29年7月任，乾隆30年閏2月離任，派往和闐。
- 錢琦，浙江人，進士，前任江蘇按察使，乾隆30年閏2月任，乾隆30年11月離任，調江西布政使。
- 張逢堯，直隸人，舉人，前任江西布政使，乾隆30年11月任，乾隆32年11月離任，調貴州布政使。
- 海明，滿人，繙譯生員，前任甘肅布政使，乾隆32年11月任，乾隆34年7月離任，陞江西巡撫。
- 劉益，江蘇人，附貢生，前任四川按察使，乾隆34年7月任，乾隆36年9月離任，病免。
- 李本，漢軍人，賜一品廕生，前任四川按察使，乾隆36年9月任，乾隆37年11月離任，革職。
- 錢鋆，江蘇人，舉人，前任陝西按察使，乾隆37年11月任，乾隆44年3月離任，病免。
- 杜玉林，江蘇人，進士，前任四川按察使，乾隆44年3月任，乾隆44年4月離任，陞刑部右侍郎。
- 李承鄴，山東人，廕生，前任山西按察使，乾隆44年4月任，乾隆45年8月離任，調河南布政使。
- 查禮，順天人，監生，前任四川按察使，乾隆45年8月任，乾隆47年9月離任，陞湖南巡撫。
- 陳用敷，浙江人，進士，前任廣西按察使，乾隆47年9月任，乾隆48月離任，丁憂。
- 秦承恩，江蘇人，進士，前任陝西按察使，乾隆48年3月任，乾隆48年5月離任，調湖南布政使。
- 王站柱，漢軍人，舉人，前任湖南布政使，乾隆48年5月任，乾隆55年3月離任，病免。
- 和寧，蒙人，進士，前任安徽布政使，乾隆55年3月任，乾隆55年9月離任，調陝西布政使。
- 英善，滿人，前任廣西布政使，乾隆55年9月任，乾隆58年3月離任，陞貴州巡撫。
- 聞嘉言，河南人，舉人，前任浙江按察使，乾隆58年3月任，乾隆60年6月離任，調廣西布政使。
- 西成，滿人，生員，前任廣西布政使，乾隆60年6月任，乾隆60年12月離任，調陝西布政使。
- 林儁，順天人，舉人，前任四川按察使，乾隆六十年十二月廿日(1796,1,29)任，嘉慶四年十一月廿八日(1799,12,24)因病解任
- 楊揆，嘉慶四年十一月廿八日(1799,12,24)調，嘉慶九年五月十六日(1804,6,23)卒
- 董教增，嘉慶九年六月一日(1804,7,7)任，嘉慶十二年五月六日(1807,6,11)調皖撫
- 姚令儀，嘉慶十二年五月六日(1807,6,11)任，嘉慶十四年八月廿二日(1809,10,1)因病開缺
- 方積，嘉慶十四年八月廿二日(1809,10,1)任，嘉慶十九年十月廿九日(1814,12,10)卒
- 陳若霖，嘉慶十九年十一月十七日(1814,12,28)任，嘉慶廿年十二月二日(1815,12,31)調滇撫
- 李鑾宣，嘉慶廿年十二月二日(1815,12,31)任，嘉慶廿二年九月廿四日(1817,11,3)同上
- 曹六興，嘉慶廿二年九月廿四日(1817,11,3)任，道光元年六月四日(1821,7,2)調安徽布政使
- 張志緒，道光元年六月四日(1821,7,2)任，道光二年九月八日(1822,10,22)調江寧布政使
- 戴三錫，道光二年九月八日(1822,10,22)調，道光三年十二月廿七日(1824,1,27)調署四川總督
- 陸言，道光三年十二月廿七日(1824,1,27)調，道光五年二月十六日(1825,4,4)調左副都御史
- 韓文綺，道光五年二月十六日(1825,4,4)任，道光五年七月三日(1825,8,16)調雲南布政使
- 董淳，道光五年七月三日(1825,8,16)任，道光九年三月六日(1829,4,9)命到京
- 桂良，道光九年三月六日(1829,4,9)任，道光十年四月廿八日(1830,5,20)調廣東布政使
- 尹濟源，道光十年四月廿八日(1830,5,20)任，道光十二年九月一日(1832,9,24)調晉撫
- 劉重麟，道光十二年九月一日(1832,9,24)任，道光十三年十一月廿日(1833,12,30)丁母憂
- 李羲文，道光十三年十一月廿日(1833,12,30)任，道光十五年十二月廿日(1836,2,6)命到京
- 蘇廷玉，道光十五年十二月廿日(1836,2,6)任，道光十八年七月九日(1838,8,28)調署總督
- 劉韻珂，道光十八年七月九日(1838,8,28)任，道光廿年七月八日(1840,8,5)調浙撫
- 鍾祥，道光廿年七月八日(1840,8,5)任，道光廿一年十二月十八日(1842,1,28)命到京陛見
- 徐廣縉，道光廿一年十二月廿六日(1842,2,5)任，道光廿二年九月廿五日(1842,10,28)丁母憂
- 龔綬，道光廿二年九月廿八日(1842,10,31)任，道光廿三年四月十五日(1843,5,14)緣事革職
- 王兆琛，道光廿三年四月十五日(1843,5,14)任，道光廿六年十二月十六日(1847,2,1)調晉撫
- 陳士枚，道光廿六年十二月十六日(1847,2,1)任，道光廿八年九月四日(1848,9,30)調陝撫
- 吳振棫，道光廿八年九月五日(1848,10,1)調，咸豐二年五月十日(1852,6,27)調滇撫
- 楊培，咸豐二年五月十一日(1852,6,28)任，咸豐六年十一月九日(1856,12,6)命到京
- 祥奎，咸豐六年十一月九日(1856,12,6)任，咸豐十一年九月十五日(1861,10,18)緣事革職
- 劉蓉，咸豐十一年九月十五日(1861,10,18)署，咸豐十一年十一月二日(1861,12,3)墨縗入仕俟服闋後接篆
- 毛震壽，咸豐十一年十一月二日(1861,12,3)暫兼署，
- 劉蓉，同治元年二月十三日(1862,3,13)任，同治二年七月二日(1863,8,15)調陝撫
- 江忠濬，同治二年九月八日(1863,10,20)任，同治六年十月十七日(1867,11,12)調廣西布政使
- 蔣志章，同治六年十月十七日(1867,11,12)任，同治八年十二月五日(1870,1,6)調陝撫
- 王德固，同治八年十二月六日(1870,1,7)任，光緒元年四月廿八日(1875,6,1)休致
- 文格，光緒元年四月廿八日(1875,6,1)調，光緒二年三月廿八日(1876,4,22)調滇撫
- 程豫，光緒二年三月廿九日(1876,4,23)任，光緒七年閏七月十七日(1881,9,10)到京另候簡用
- 鹿傳霖，光緒七年閏七月十七日(1881,9,10)任，光緒九年二月廿九日(1883,4,6)調豫撫
- 張凱嵩，光緒九年三月一日(1883,4,7)任，光緒九年十一月廿八日(1883,12,27)調黔撫
- 易佩紳，光緒九年十二月一日(1883,12,29)調，光緒十一年十二月十八日(1886,1,22)調江蘇布政使
- 王嵩齡，光緒十一年十二月十八日(1886,1,22)調，光緒十二年八月廿一日(1886,9,18)卒
- 崧蕃，光緒十二年九月十日(1886,10,7)任，光緒十七年五月廿八日(1891,7,4)調黔撫
- 龔照瑗，光緒十七年五月廿九日(1891,7,5)任，光緒十九年十月四日(1893,11,11)以三品京堂候補出使英法義比
- 王毓藻，光緒十九年十月五日(1893,11,12)任，光緒廿三年二月五日(1897,3,7)調黔撫
- 裕長，光緒廿三年二月五日(1897,3,7)任，光緒廿三年十一月十八日(1897,12,11)調直隸布政使
- 王之春，光緒廿三年十一月十八日(1897,12,11)調，光緒廿五年八月八日(1899,9,12)調晉撫
- 周馥，光緒廿五年八月八日(1899,9,12)任，光緒廿六年九月廿一日(1900,11,12)調直隸布政使
- 員鳳林，光緒廿六年九月廿一日(1900,11,12)任，光緒廿八年六月廿三日(1902,7,27)調安徽布政使
- 張曾敭，光緒廿八年六月廿三日(1902,7,27)調，光緒廿九年正月廿日(1903,2,17)調晉撫
- 陳璚，光緒廿九年正月廿日(1903,2,17)任，光緒廿九年九月廿三日(1903,11,11)緣事革職
- 許涵度，光緒廿九年九月廿三日(1903,11,11)任，光緒卅四年三月十五日(1908,4,15)調陝西布政使
- 王人文，光緒卅四年三月十五日(1908,4,15)調，宣統三年三月廿三日(1911,4,21)調督辦川滇邊務大臣
- 周儒臣，宣統三年三月廿三日(1911,4,21)任，宣統三年九月十三日(1911,11,3)署雲南布政使
- 高而謙，宣統三年九月十三日(1911,11,3)調署。